# Leipziger Wissenschaftspreis
Der Leipziger Wissenschaftspreis ist eine Auszeichnung, die von der Stadt Leipzig, der Universität Leipzig und der Sächsischen Akademie der Wissenschaften verliehen wird. Sie soll Leipzig als Stadt der Wissenschaften würdigen.
Mit dem Wissenschaftspreis werden Wissenschaftler geehrt, die einen Leipziger Hintergrund haben oder deren Arbeiten in einem direkten Bezug zur Stadt stehen. Der Preis wird alle zwei bis drei Jahre ausgeschrieben und von einer neunköpfigen ehrenamtlichen Jury vergeben. Er ist mit 10.000 Euro dotiert.

## Preisträger
- 2001: Leibniz-Institut für Länderkunde für das Projekt Nationalatlas Bundesrepublik Deutschland
- 2003: Svante Pääbo, Biologe
- 2006: Jürgen Haase, Physiker
- 2009: Frank Zöllner, Kunsthistoriker
- 2011: Marius Grundmann, Physiker
- 2013: Dan Diner, Historiker
- 2016: Annette G. Beck-Sickinger, Biochemikerin, und Manfred Rudersdorf, Historiker
- 2019: Evamarie Hey-Hawkins, Chemikerin, und Frank-Dieter Kopinke, Chemiker
- 2022: Christian Wirth, Biologe
- 2025: Antje Körner, Kinderärztin, und Alexander Stahr, Bauingenieur